# A Mindenből egy van epizódjainak listája
Ez a Mindenből egy van című 2011-es magyar színházi improvizációs, szituációs komédiasorozat epizódjainak listája.

## Évadáttekintés
| Évad | Évad | Részek száma | Részek száma | Eredeti sugárzás     | Eredeti sugárzás   | Eredeti adó |
| Évad | Évad | Részek száma | Részek száma | Évadbemutató         | Évadzáró           | Eredeti adó |
| ---- | ---- | ------------ | ------------ | -------------------- | ------------------ | ----------- |
|      | 1.   | 12           | 12           | 2011. október 7.     | 2012. január 6.    | M1          |
|      | 2.   | 20           | 20           | 2012. január 13.     | 2012. június 29.   | M1          |
|      | 3.   | 12           | 12           | 2012. szeptember 21. | 2012. december 31. | M1          |
|      | 4.   | 12           | 12           | 2016. január 8.      | 2016. április 1.   | Duna        |

## Epizódok

### Első évad
| Sor. | Év. | Cím                                    | Rendező                                    | Író                                                       | Premier            | Nézettség |
| --- | --- | -------------------------------------- | ------------------------------------------ | --------------------------------------------------------- | ------------------ | --------- |
| 1. | 1.  | Fura illatokFiftinek segítség kell     | Kapitány Iván Seregi László                | Búss Gábor Olivér Kormos Anett Tosoki Gyula               | 2011. október 7.   | 337 ezer  |
| Felvétel időpontja: 2011. szeptember 12. - Anikó szagelszívót akar beszereltetni, aminek az árába Fifti csak akkor hajlandó beszállni, ha övé lesz a TV, ami váláskor Anikóé maradt.Fifti úgy érzi, neki is szüksége van egy alkalmazottra, de mivel Danit nem kapja kölcsön Anikótól, Félix segítségével castingot szervez, minek eredményeképpen rátalálnak Nikire. |     |                                        |                                            |                                                           |                    |           |
| 2. | 2.  | DerékHabroló                           | Kapitány Iván Seregi László                | Búss Gábor Olivér Hamvas Dániel Kormos Anett Tosoki Gyula | 2011. október 14.  | 291 ezer  |
| Felvétel időpontja: 2011. szeptember 13. - Fiftinek fáj a dereka, s ezzel előcsalja a gondoskodást Anikóból: megmasszírozza, teát és minyont ad neki. Miután Dani egy ügyes mozdulattal helyrehozza Fifti derekát, ő úgy dönt inkább fájdalmat színlel, hogy tovább élvezhesse Anikó kényeztetését.Napok óta feltűnően sok habrolórendelés fut be a Conditoreiba, mikor kiderül, hogy abba vágyfokozó kerül. Amikor betoppan a cukrászdába egy APEH-ellenőr, Fifti a habrolókat és Nikit bevetve próbálja megúszni, hogy csak a cukrászdának van engedélye, a konditeremnek külön nincs. |     |                                        |                                            |                                                           |                    |           |
| 3. | 3.  | A jegygyűrűA szemét                    | Kapitány Iván Seregi László Erdélyi Dániel | Búss Gábor Olivér Kormos Anett Tosoki Gyula               | 2011. október 21.  | 275 ezer  |
| Felvétel időpontja: 2011. szeptember 22. - Anikó beolvasztatná és más ékszerré alakíttatná jegygyűrűjét, amit Fifti nem hagy szó nélkül – még az eljegyzésüket is újra eljátssza, hátha Anikó meggondolja magát. Eközben Dani próbál elkéredzkedni Anikótól, mert korábban haza kellene mennie.Egy papírszemét a konditermet és a cukrászdát elválasztó vonal közelébe kerül, így mind Fifti, mind Anikó a másik szemetének gondolja, ezért nem hajlandó felvenni. Félix és Dani racionalitásra buzdítják a vitatkozókat. |     |                                        |                                            |                                                           |                    |           |
| 4. | 4.  | Ne a gyerek előtt! Tanulj, tinó!       | Kapitány Iván Seregi László Erdélyi Dániel | Búss Gábor Olivér Kormos Anett Tosoki Gyula               | 2011. október 28.  | 297 ezer  |
| Felvétel időpontja: 2011. szeptember 23. - Mivel Niki hazament vidékre és Félix is elfoglalt, Fiftinek öccse, Zoli segít. Anikó hívást kap lányuktól, Csillától, aki két hétre haza akar jönni Berlinből. Kiderül, Fifti és Anikó még nem mondták el válásukat a lányuknak, és inkább újra összeköltöznek arra az időre, amíg otthon van.Fifti vizsgára készül, minek kapcsán Zolival számos gyermekkori emléküket felelevenítik, de Anikó és Dani is tanulás-módszertani tanácsokat adna neki. |     |                                        |                                            |                                                           |                    |           |
| 5. | 5.  | Határmódosítás Féltékenység            | Kapitány Iván Erdélyi Dániel               | Búss Gábor Olivér Kormos Anett                            | 2011. november 11. | 349 ezer  |
| Felvétel időpontja: 2011. október 10. - Míg Anikó Berlinben van, húga, Pálma vezeti a cukrászdát. A helyzetet kihasználva Fifti kísérletet tesz a cukrászda és a konditerem határának eltolására.Munkaidő van, szóba kerül Fifti és Anikó válása. Fifti, Pálma, Félix, Dani és Niki is álláspontot foglal házasságról, válásról, megcsalásról, féltékenységről, csajozásról és szexről. |     |                                        |                                            |                                                           |                    |           |
| 6. | 6.  | Családi emlék Niki terhes              | Kapitány Iván Seregi László Erdélyi Dániel | Búss Gábor Olivér Kormos Anett Tosoki Gyula               | 2011. november 18. | 295 ezer  |
| Felvétel időpontja: 2011. október 11. - Pálma helyettesítési idejének közeledik a vége. Fiftivel felelevenítenek néhány régi emléket, melyeket Dani már számtalanszor hallott Anikótól és Fiftitől, Félix viszont nem emlékszik rájuk. A beszélgetésből kiderül, hogy Anikó mindig megvédte Fiftit apja előtt, Félix pedig kísérletet tesz érzelmei kifejezésére Niki iránt.Niki émelyeg, minek alapján Pálma úgy véli, lehet, hogy terhes. Félix elmegy terhességi tesztért, a teszt pozitív. Elkezdik a jövőt tervezgetni, minden a feje tetejére áll, mire betoppan Anikó. |     |                                        |                                            |                                                           |                    |           |
| 7. | 7.  | Gyógyszerkísérlet Félix állásinterjúja | Kapitány Iván Erdélyi Dániel               | Búss Gábor Olivér Kormos Anett                            | 2011. november 25. | 386 ezer  |
| Felvétel időpontja: 2011. november 2. - Míg Fifti gyógyszerkísérletre jelentkezik, Anikó a szabadnapos Dani helyére befogja Félixet és Nikit. Mikor Fifti megérkezik a Conditoreiba, megdöbbenve konstatálja a helyzetet. Lassan előjönnek a gyógyszer mellékhatásai mind Fiftin, mind a gyógyszerből szintén fogyasztó öccsén, Zolin. A konditerem és a cukrászda lakói egyre furcsábban viselkednek.Anikó elintéz Félixnek egy esküvőszervezői állásinterjút. Az ötletet Zoli is örömmel fogadja, ám míg próbálják Félixet felkészíteni az interjúra, Fifti azon fáradozik, hogy meggyőzze, maradjon inkább nála. |     |                                        |                                            |                                                           |                    |           |
| 8. | 8.  | Távkapcsolat Szilikoncici              | Kapitány Iván Erdélyi Dániel               | Búss Gábor Olivér Kormos Anett                            | 2011. december 9.  | 322 ezer  |
| Felvétel időpontja: 2011. november 3. - Zoli veszekedett feleségével, Klárival. Azon aggódik, mi lesz Félixszel, ha szétmennek, miközben a többiek azon fáradoznak, hogy ellássák instrukciókkal, hogy béküljön ki vele.Niki szilikonmelleket szeretne, amit van aki támogat, Fifti viszont ellenez. A cukrászda és a konditerem is próbára teszi a hiúságát, és hogy tényleg nem számítanak-e neki a külsőségek. Félix teszteli a frissen megjavított szoláriumot, mely csíkot éget a bőrébe. |     |                                        |                                            |                                                           |                    |           |
| 9. | 9.  | Niki titka Fél fizetés                 | Kapitány Iván Erdélyi Dániel               | Búss Gábor Olivér Kormos Anett                            | 2011. december 16. | 289 ezer  |
| Felvétel időpontja: 2011. november 14. - Niki bevallja, a szüleinek nem merte elárulni, hogy egy konditeremben dolgozik. Az apja féltené őt a férfiaktól, kivéve Fititől – a kora miatt. Fifti megsértődik, és számon kéri Niki hazugságait. Később Pálma is benéz, és csatlakozik a hazugságról folyó diskurzusba.A Conditoreiben zajlik a karácsonyi készülődés, mindenki ráírja a nevét egy cédulára, és kihúzzák a neveket, hogy ki kinek ad ajándékot. Közben Fifti alkut ajánl Nikinek: a rossz üzleti helyzet miatt decemberben csak fél fizetést tud neki adni, de ha januárban beindul a forgalom, akkor másfelet kap. Niki elkeseredik, a többiek pedig megoldást keresnek a problémára, ám senkinek sincs önzetlen ajánlata. Mikor kiderül, hogy Niki Anikót húzta, Fifti ráveszi, hogy cserélje ki vele Danira. |     |                                        |                                            |                                                           |                    |           |
| 10. | 10. | Otthon, Édes Boldog Karácsonyt!        | Kapitány Iván Erdélyi Dániel               | Búss Gábor Olivér Kormos Anett                            | 2011. december 23. | 381 ezer  |
| Felvétel időpontja: 2011. november 15. - Fifti – Csilluka érkezésére készülvén – beköltözött Anikóhoz, ám kiderül, lányuk egy nappal később érkezik. Anikó nem akarja előbb befogadni Fiftit, aki viszont barátjának, akinél lakik, megígérte, hogy nem lesz otthon. Pálma felajánlja Fiftinek, lakjon ott, legalább ő is tapasztalatot szerez együttélésben, ez viszont nem tetszik Anikónak.Elérkezik a (meglehetősen kicsi) fa feldíszítésének és az ajándékok átadásának ideje. Dani elszalad ajándékot venni, amiről megfeledkezett. Pálmát szülei kizárták lakásából, ezért megkéri Anikóékat, hadd töltse velük a karácsonyt. Anikó és Pálma elindulnak a reptérre Csilla elé, Niki és Dani bezárnak, Fifti bennragad.                                                                                               |     |                                        |                                            |                                                           |                    |           |
| 11. | 11. | Szilveszter Újévi kalandok             | Kapitány Iván Erdélyi Dániel               | Búss Gábor Olivér Kormos Anett                            | 2011. december 30. | 403 ezer  |
| Felvétel időpontja: 2011. december 12. - A cukrászda és a konditerem szilveszterre készül. Félix azt hazudta barátnőjének, hogy versenytáncos, így a többiek megpróbálják gyorsan megtanítani pár lépésre.Niki Zénóra, az egyik szoláriumozó vendégre zárta a konditermet. Fifti a konditeremben kénytelen tölteni az éjszaka fennmaradó részét, mivel lakótársa nőt vitt fel a lakásba. Pálma férfiak elől menekül a Conditoreiba. Niki is megérkezik, Zénó kiszabadítására. A szomszédok betörést sejtenek, ezért felhívják Anikót, aki Danit és Félixet is magával hozza a helyszínre. Kiderül, hogy Dani és Félix is abban a buliban volt, ahol Pálma meztelenül táncolt. |     |                                        |                                            |                                                           |                    |           |
| 12. | 12. | Dani álma A randi                      | Kapitány Iván Erdélyi Dániel               | Búss Gábor Olivér Kormos Anett                            | 2012. január 6.    | 230 ezer  |
| Felvétel időpontja: 2011. november 28. - Dani álmában szeretkezett Anikóval, minekutána fel akar mondani. Félix lebeszéli erről, és szóba kerül, hogy ki kivel (és kivel nem) álmodott már. A féltékeny Fifti párbajra hívja Danit, melynek műfaja kislabdadobás – almával.Anikót felhívja egy régi ismerőse, Bandi. Egy nagyobb süteményrendelés ügyében személyes találkozót kér. Fifti hátsó szándékot sejt emögött, és fogadást köt Anikóval, randizni akar-e a férfi. Fifti megnyeri a fogadást, ám Anikó semmisnek akarja tekinteni, mivel Fifti és Félix kémkedtek utána. Kiderül, Anikó távozása után Fifti megütötte és megfenyegette a férfit. |     |                                        |                                            |                                                           |                    |           |

Egy válogatásepizód is adásba került:
| Sor.                                                                                      | Év. | Cím               | Premier            |
| ----------------------------------------------------------------------------------------- | --- | ----------------- | ------------------ |
| 0.                                                                                        | 0.  | Mindenből sok van | 2011. december 29. |
| Összeállítás az addig legjobbnak talált „Ne a gyerek előtt!” és „Niki terhes” blokkokból. |     |                   |                    |

### Második évad
| Sor. | Év. | Cím                                     | Rendező                      | Író                            | Premier           | Nézettség |
| --- | --- | --------------------------------------- | ---------------------------- | ------------------------------ | ----------------- | --------- |
| 13. | 1.  | Képek a neten Anikó és a zöldszemű      | Kapitány Iván Erdélyi Dániel | Búss Gábor Olivér Kormos Anett | 2012. január 13.  | 328 ezer  |
| Felvétel időpontja: 2011. november 29. - Dani és Niki együtt buliztak, és az ott készült képeket Dani felrakta Facebookra. Niki ezt nem nézi jó szemmel, mivel a képeken félmeztelen, és arra kéri a fiút, szedje le a fotókat. Fifti üzleti lehetőséget lát az esetben, ám Niki aggódik apja véleménye miatt. Előkerül a fényképezőgép, és új fotók is készülnek.Fifti nyakán egy vörös foltot találtak a többiek, és ebből arra következtetnek, hogy Fiftinek új nője van. Fifti megpróbálja kihasználni a félreértést és féltékennyé tenni Anikót. |     |                                         |                              |                                |                   |           |
| 14. | 2.  | A látogató A kölcsön                    | Kapitány Iván Erdélyi Dániel | Búss Gábor Olivér Kormos Anett | 2012. január 27.  | 177 ezer  |
| Felvétel időpontja: 2011. december 13. - A Conditorei-ben megjelenik Niki teherautó-vezető édesapja, Józsi, aki elől a lány titkolta, hogy a konditeremben dolgozik és nem a cukrászdában. Kezdetben próbálják fenntartani a látszatot, de végül minden kiderül.Józsi visszajön a vasútállomásról, hogy kölcsönt kérjen lányától, hisz van egy tuti tippje (Danitól) a lovira. Niki nem ad pénzt az apjának, viszont Fifiti és Anikó is megteszi a maga tétjét. A tipp nem jön be, mindenki veszít, kivéve Danit, aki nagy összeget nyer; Józsi pedig lekési a vonatot. |     |                                         |                              |                                |                   |           |
| 15. | 3.  | Házassági évforduló Vízhiány            | Kapitány Iván Erdélyi Dániel | Búss Gábor Olivér Kormos Anett | 2012. február 3.  | 384 ezer  |
| Felvétel időpontja: 2012. január 9. - Niki elkéredzkedik, hogy ajándékot vehessen szülei házassági évfordulójára. Erről Fiftinek eszébe jut, hogy az ő házassági évfordulója is aznap lenne. Kiderül, Anikó sem emlékszik.Nincs víz. A vízszolgáltató közli, hogy nem fizették ki a számlákat. Vita alakul ki arról, kinek a feladata lett volna. |     |                                         |                              |                                |                   |           |
| 16. | 4.  | Csilluka gyanakszik A késés             | Kapitány Iván Erdélyi Dániel | Búss Gábor Olivér Kormos Anett | 2012. február 10. | 335 ezer  |
| Felvétel időpontja: 2012. január 10. - Egy telefonbeszélgetésből kiderül, hogy Csilluka úgy érzi, a szülei megváltoztak, mióta Berlinben él. Anikó arra következtet, hogy túl kedvesek voltak egymáshoz, amikor Csilluka otthon volt, nehogy gyanút fogjon. Fifti és Anikó úgy dönt Berlinbe utazik, a cukrászda vezetését Pálmára, a konditermét Danira bízzák.Fifti rábeszélte a taxist, hogy az Üllői út helyett a Ferihegyi gyorsforgalmi úton menjenek, ahol viszont egy baleset miatt két órát álltak a dugóban, így lekésték a repülőt. Kénytelenek voltak visszafordulni. Csilluka úgy dönt, mivel furcsállja szülei viselkedését, hazajön. |     |                                         |                              |                                |                   |           |
| 17. | 5.  | Csilluka látogatása A szerelmes ellenőr | Kapitány Iván Erdélyi Dániel | Búss Gábor Olivér Kormos Anett | 2012. február 17. | 326 ezer  |
| Felvétel időpontja: 2012. február 6. - Fifti és Anikó arra készül, hogy végre elmondja Csillukának, hogy elváltak – sikertelenül.Megjelenik a Conditoreiben az ellenőr, aki a habroló hatása alatt beleszeretett Nikibe, hogy most feleségül kérje, ám a lány nem hajlik a házasságra. |     |                                         |                              |                                |                   |           |
| 18. | 6.  | Fifti nagy találkozása Több mint gyanús | Kapitány Iván Erdélyi Dániel | Búss Gábor Olivér Kormos Anett | 2012. február 24. | 264 ezer  |
| Felvétel időpontja: 2012. február 7. - Véletlenül betéved a cukrászdába Ági, aki miatt – bár a nő erről nem tud – Fifti és Anikó elváltak. Anikó kiborul, azt hiszi együtt vannak, ám felmerül a gyanú, hogy Fifti mégis igazat mondott, és tényleg nem volt köztük semmi.Reggel Fifti és Ági összefutnak az utcán, és a többiek is látják, amikor elbúcsúznak. Fifti állítja, hogy nincs köztük semmi, ám amíg hátul van, Ági betoppan őt keresve. A többiek elküldik, Fifti utánamegy. |     |                                         |                              |                                |                   |           |
| 19. | 7.  | Pálma elmondja Csilluka vallomása       | Kapitány Iván Erdélyi Dániel | Búss Gábor Olivér Kormos Anett | 2012. március 2.  | 250 ezer  |
| Felvétel időpontja: 2012. február 8. - Pálma úgy dönt, hogy nem hazudik tovább, elmondja Csillukának, hogy szülei elváltak. Fifti és Anikó megpróbálják ezt megakadályozni, ám Pálma terve amúgy is meghiúsul, amikor Csilluka szomorú hírt kap.Fifti és Anikó próbálja kiszedni Pálmából Csilluka titkát. Mikor indulnának a reptérre, Csilluka rászánja magát a vallomásra. Kiderül, hogy nem akar visszautazni Berlinbe, mivel ottani szerelme, José, akinek részben zulu, orosz és spanyol, németet tanított Csillukának, most visszaköltözik Pietermaritzburgba, ahol tornatanári állást kapott. Miután Csilluka felhívja, és japánul beszélnek, José úgy dönt, hogy mégis visszafordul Berlinbe. |     |                                         |                              |                                |                   |           |
| 20. | 8.  | Fifti bukása Pálma ajánlata             | Kapitány Iván Erdélyi Dániel | Búss Gábor Olivér Kormos Anett | 2012. március 9.  | 208 ezer  |
| Felvétel időpontja: 2012. február 21. - Mikor Zoli megjelenik a konditeremben, hogy tartsa a frontot, míg Fifti vizsgázik, kiderül, hogy Fifti nemcsak elfelejtette a vizsgát, de már egy egész napot késett róla.Pálmát anyagilag segítenék szülei, ha eldönti, mihez akar kezdeni. Kitalálja, hogy megveszi Fiftitől a konditermet, és cukrászdát nyit a helyén. Az ötletet Pálma apja ellenzése torpedózza meg, mivel így Fiftihez kerülne a pénze. |     |                                         |                              |                                |                   |           |
| 21. | 9.  | Ajándék Ági nem veszi fel               | Kapitány Iván Erdélyi Dániel | Búss Gábor Olivér Kormos Anett | 2012. március 16. | 216 ezer  |
| Felvétel időpontja: 2012. február 20. - Fiftinek születésnapja volt, de ezt mindenki elfelejtette, még testvére Zoli is, csak Ági vett neki egy tollat, Anikó pedig nem érzte szükségesnek, hogy felköszöntse. Fifti emiatt neheztel a többiekre, és kiborul, amikor használják új tollát – ami ráadásul eltűnik.A többiek utólag meg akarják lepni valamivel Fiftit. Zoli máshonnan rendel tortát, nem Anikót kéri meg. Dani és Félix „énekelnek”, Niki és Zoli pedig közreműködnek, Anikó viszont ebben nem akar részt venni. Fifti értékeli a kedvességet, azon viszont nem csodálkozik, hogy nem mindenki vett részt. Kiderül, Ágival lenne találkozója, ezért felhívja, jöjjön ő is a cukrászdába, ám a nő nem veszi fel. Amíg Fifti Ágit keresi, Zoli a népes szolnoki rokonságot is előkeríti (a közönség soraiból), hogy Fifti jobb kedvre derüljön. |     |                                         |                              |                                |                   |           |
| 22. | 10. | Niki, a vendég Pálma dilemmája          | Kapitány Iván Erdélyi Dániel | Búss Gábor Olivér Kormos Anett | 2012. március 23. | 211 ezer  |
| Felvétel időpontja: 2012. március 5. - Pálma Anikó sütijét eszi, miközben Nikinek a sok dolga közben nem jut ideje enni. Anikó rosszallja, hogy Pálma engedélye nélkül evett, de Nikinek szívesen ad ingyen sütit. Fiftinél orrproblémák jelentkeznek.Pálma nyert egy kétszemélyes wellnesshétvégét egy beküldött keresztrejtvénnyel. Nem tudja kit vigyen magával, pedig Anikó szívesen menne vele. Elpróbálják, Fifti hogy tudná vinni a cukrászdát, amíg Pálmáék távol vannak, de Anikó elégedetlen az eredménnyel. |     |                                         |                              |                                |                   |           |
| 23. | 11. | Ági házassága Ági új híre               | Kapitány Iván Erdélyi Dániel | Búss Gábor Olivér Kormos Anett | 2012. március 30. | 224 ezer  |
| Felvétel időpontja: 2012. március 6. - Ági ellátogat Fiftihez, hogy elmesélje, milyen rossz állapotban van a házassága. Fifti felajánlja neki, hogy költözzön gyermekével együtt hozzá (bár ő is egy barátjánál, Táncinál lakik).Fiftiék találtak lakást, elintézték az összeköltözést. Ági beállít a konditerembe a hírrel, hogy férje elhagyta, és Ági most már bosszújához akarja felhasználni Fiftit, viszont így nem kell összeköltözniük. |     |                                         |                              |                                |                   |           |
| 24. | 12. | Fifó a Fifó ellen Karaoke               | Kapitány Iván Erdélyi Dániel | Búss Gábor Olivér Kormos Anett | 2012. április 13. | 235 ezer  |
| Felvétel időpontja: 2012. március 7. - Zoli osztálytalálkozóra készül. Ági Tibort keresi, de amíg őt várja, összeismerkedik Zolival. Tibor azonnal féltékeny lesz, de Zoli tagadja, hogy próbálkozott volna Áginál. Míg Fifti és Zoli elvonul, a nők is megbeszélik a helyzetet: Anikó arra biztatná Ágit, hogy cserélje Tibort inkább Zolira.Ági karaokézni viszi Fiftit, de a többiek kétkednek abban, hogy ez jó ötlet – Fifti nem tud énekelni. Kiderül, hogy Fifti kapcsolatuk hajnalán küldött Anikónak egy kazettát, ami azonban Pálmának köszönhetően sosem ért célba. A betoppanó Ági bejelenti, hogy benevezte Fiftit freestyle rap kategóriában. |     |                                         |                              |                                |                   |           |
| 25. | 13. | A ló másik oldala Az új barát           | Kapitány Iván Erdélyi Dániel | Búss Gábor Olivér Kormos Anett | 2012. április 20. | 245 ezer  |
| Felvétel időpontja: 2012. március 19. - Anikó számon kéri Fiftin, hogy azért járnak Ágival lovagolni, hogy Ági férje, Józsi után kémkedjenek. Elbeszélgetnek a lovaglás szépségeiről. Ági még a hétvégi bécsi kirándulást is le akarná mondani, hogy a férje után menjenek tereplovaglásra.Épp Csilluka érkezésekor toppan be Ági is a hírrel, hogy Józsi barátnőjével Kubába utazik. Azt hazudják a lánynak, hogy Ági Anikó barátnője. A hazugságok halmozódnak, Anikó megpróbálja elválasztani Ágit és Fiftit, Csilluka pedig egyre kevésbé érti a helyzetet. |     |                                         |                              |                                |                   |           |
| 26. | 14. | Zavarban Ági titka                      | Kapitány Iván Erdélyi Dániel | Búss Gábor Olivér Kormos Anett | 2012. április 27. | 175 ezer  |
| Felvétel időpontja: 2012. március 20. - Fifti és Anikó a közös családi vacsora után zavarban érzik magukat, mivel mindketten jól érezték magukat. Pálma azt szeretné megtudni, összejöttek-e. Fifti nem biztos kapcsolatában Ágival, aki viszont szeretne előrelépni a kapcsolatukban.Pálma látta Ágit egy rivális cukrászdában egy férfival. Anikóék számon kérik Ágin. Kiderül a férfi a férje volt. Végül Ági megsértődik és szakít Fiftivel, de barátként válnak el. |     |                                         |                              |                                |                   |           |
| 27. | 15. | Pálma kimondja A jóslat                 | Kapitány Iván Erdélyi Dániel | Búss Gábor Olivér Kormos Anett | 2012. május 4.    | 160 ezer  |
| Felvétel időpontja: 2012. április 2. - Anikó Milánóba utazott, Fifti és Zoli pedig szüleik aranylakodalmára készülnek. Zoli Ágiról faggatja Fiftit. Képeslap érkezik Anikónak, minek kapcsán Pálma elszólja magát, hogy Anikónak kétségei kezdtek adódni a válással kapcsolatban. Fifti a cukrászdában elpróbálja, milyen beszédet fog tartani az aranylakodalmon.Fifti és Zoli visszaérkeznek az aranylakodalomból. Pálma visszavon mindent, amit Anikóval kapcsolatban mondott egy jóslatra hivatkozva. Ági keresi Fifti, aki viszont nem tudja mit tegyen. |     |                                         |                              |                                |                   |           |
| 28. | 16. | Dani szerelmes Titokzatos szerelem      | Kapitány Iván Erdélyi Dániel | Búss Gábor Olivér Kormos Anett | 2012. május 11.   | 179 ezer  |
| Felvétel időpontja: 2012. április 3. - Dani a szokásosnál is furcsábban viselkedik, és mindent elsóz. Anikó elmondja, hogy Milánóban összefutott Zsolttal, egy régi ismerősével, akire Fifti féltékeny. Befut Félix is, aki elmeséli, hogy előző nap együtt vásárolt és szórakozott Danival, de ő se tudja, mi baja lehet. Rájönnek, Dani szerelmes.A Conditoreiben próbálják kitalálni, kibe lehet szerelmes Dani. Félix arra a következtetésre jut, hogy Pálma lehet az, azonban a többiek félreértik, és azt hiszik, Félix Pálmára hajt. A félreértések halmozódnak, mire végül Daniból kibukik: Csillukát szereti. |     |                                         |                              |                                |                   |           |
| 29. | 17. | Barátság vagy szerelem Bella Roma       | Kapitány Iván Erdélyi Dániel | Búss Gábor Olivér Kormos Anett | 2012. május 18.   | 229 ezer  |
| Felvétel időpontja: 2012. április 16. - Fifti megölné Danit, míg Anikó azon aggódik, mi van ha Csillukának is tetszik Dani. Pálma elmondja, hogy a fiatalok az interneten tartják a kapcsolatot. Fifti próbálja vallomásra bírni Danit, akinek viszont eszébe se jut, hogy Csilluka az ő lánya.Fifti kétszemélyes római utazást nyer Gundel Takács Gábor rádiós sportkvízében, majd a műsorvezető véletlenül pont a Conditoreiba téved be egy kávéra. Mindenki Fifti párja akar lenni az utazáson, miközben mindenki a „sztárvendég” kegyeit keresi. |     |                                         |                              |                                |                   |           |
| 30. | 18. | Könyvelő a háznál Ági nagy híre         | Kapitány Iván Erdélyi Dániel | Búss Gábor Olivér Kormos Anett | 2012. május 25.   | 237 ezer  |
| Felvétel időpontja: 2012. április 17. - Anikó újabb büntetést kap a rossz könyvelés miatt, eldönti új könyvelőt keres. Fifti előbb magát ajánlja, majd eszébe jut Ági, aki könyvelőtanfolyamot végzett. Anikó nem értékeli az ajánlatot, de Ági már úgy érkezik, hogy készen áll a feladatra.Fiftinek rosszat ígér a horoszkópja. Ági azzal a hírrel érkezik, hogy a férje visszamegy hozzá. Amikor azonban megmutatja az erről szóló SMS-t, a többiek nem vélik ennyire egyértelműnek. |     |                                         |                              |                                |                   |           |
| 31. | 19. | Ne szólj száj Fájhat a fej              | Kapitány Iván Erdélyi Dániel | Búss Gábor Olivér Kormos Anett | 2012. június 1.   | 230 ezer  |
| Felvétel időpontja: 2012. május 14. - Józsi, a konditerem vendége mesél a kapcsolatáról feleségével, és azon fogadkozik hogy megöli a férfit, akivel addig járt, amíg különéltek. Tibor saját helyzetéből ismeretlenül is védi a férfit, hisz Józsi hagyta el tendenciózusan párját. A férfi ismerősnek tetszik Pálmának. Fifti szórakozásból mindenkit másként mutat be, mint aki valójában, mely hazugságok kapóra jönnek, amikor megérkezik Ági, és kiderül, hogy Józsi az ő férje.Józsi azt hiszi, hogy Niki a Tibor, akivel Ági együtt volt, és ezért megkönnyebbült. Mikor a többiek próbálják bevallani a valóságot, azt Józsi az ő megnyugtatására kieszelt tervnek véli, és ragaszkodik a hiedelméhez, még akkor is amikor Tibort felhívva Fifti telefonja szólal meg, és mindenki próbálja rávezetni az igazságra.                                 |     |                                         |                              |                                |                   |           |
| 32. | 20. | A nagy lehetőség A meglepetés           | Kapitány Iván Erdélyi Dániel | Búss Gábor Olivér Kormos Anett | 2012. június 29.  | 230 ezer  |
| Felvétel időpontja: 2012. május 15. - Zoli biciklivel lefejelte egy parkoló teherautó visszapillantóját, Fiftivel helyrehoznák az ügyet, de a visszaérkező sofőr megveri Zolit. Anikóék apja talált egy jogi megoldást Fifti kitúrására az üzlethelyiségből, amit Pálma örömmel fogad, mert szépségszalont nyitna, ám Anikó vonakodik az ötlettől, mert újra összejönne Fiftivel. Dani szeretné, ha élete olyan lenne, mint a Micsoda nő! című film. Félix beugrik, hogy segítsen Daninak megmenteni egy kurvát.Csilluka hazajön, és nagy bejelentésre készül, így Anikó és Fifti izgulnak: nem kapott munkát, így egész nyáron otthon marad. Anikó felajánlja, hogy költözzenek tényleg össze. Zolinak 1972-es könyvtári felszólítása érkezik. Fifti ösztöndíjjal Dániába utazhat, így nem tudja, hogy döntsön: visszaköltözik vagy utazzon el.             |     |                                         |                              |                                |                   |           |

### Harmadik évad
| Sor. | Év. | Cím                                    | Rendező                      | Író                            | Premier              | Nézettség |
| --- | --- | -------------------------------------- | ---------------------------- | ------------------------------ | -------------------- | --------- |
| 33. | 1.  | Zoli meglepetése A bizalom köre        | Kapitány Iván Erdélyi Dániel | Búss Gábor Oliver Kormos Anett | 2012. szeptember 21. | 195 ezer  |
| Felvétel időpontja: 2012. szeptember 4. - Zoli magára vállalta az üzlethelyiség műszaki felújítását, miután Fifti és Anikó kibékültek, és a konditermet felszámolták. Niki és Dani kételkedik Zoli munkájának eredményességében. Fifti és Anikó sem elégedettek, de Fifti nem akarja megbántani öccsét.Nyitásra rendbe hozatják a cukrászdát az eredetileg felbérelt szerelőkkel. Zoli megsértődik és kiborul. Hogy kiengesztelje, Fifti kinevezi főkarbantartónak és anyagbeszerzőnek. |     |                                        |                              |                                |                      |           |
| 34. | 2.  | Ki a főnök? Pálma nagy lehetősége      | Kapitány Iván Erdélyi Dániel | Búss Gábor Oliver Kormos Anett | 2012. szeptember 28. | 317 ezer  |
| Felvétel időpontja: 2012. szeptember 4. - Niki és Dani azon veszekszik, ki van fentebb a ranglétrán, míg Pálma azon sértődik meg, hogy nem vették be őt is az üzletbe.Fifti Balaton-átúszáson van, amit azonban Dani szerencséjére nem tud teljesíteni, mivel a fiú ellene fogadott. Eközben Pálma tovább keresi, hogy milyen pozícióban csatlakozhatna a Conditoreihoz. |     |                                        |                              |                                |                      |           |
| 35. | 3.  | A sikersüti A pincérkirály             | Kapitány Iván Erdélyi Dániel | Búss Gábor Oliver Kormos Anett | 2012. október 5.     | 190 ezer  |
| Felvétel időpontja: 2012. szeptember 5. - Anikó arra kéri a cukrászda többi munkatársát (és Pálmát), hogy ne hozzák szóba a Balaton-átúszást. Fifti krémest akar készíteni, hogy legyen sikerélménye. Egy betévedt vendég felismeri Fiftit az átúszásról, és a később érkező Zoli se tapintatosan hozza szóba a témát. Pálma továbbra is be szeretne kerülni az üzletbe.Pincérversenyt tartanak a Conditoreiban, a versenyzők: Niki, Dani és Fifti; míg a többiek zsűriznek. |     |                                        |                              |                                |                      |           |
| 36. | 4.  | A panaszkönyv Az engesztelés           | Kapitány Iván Erdélyi Dániel | Búss Gábor Oliver Kormos Anett | 2012. október 19.    | 223 ezer  |
| Felvétel időpontja: 2012. szeptember 5. - Anikó elolvassa a panaszkönyvet, amit sűrűn használnak a vendégek. Számon kérik Fiftivel az olvasottakat Nikin, aki megsértődik, és elmegy. Félix felfedezi az új üzlethelyiséget.Niki nem dolgozik a cukrászdában, ellenben egy gyanús alak jelenik meg, akiről kiderül, Niki bűnöző bátyja. Rájönnek, hogy nem is olyan veszélyes, mint hitték. |     |                                        |                              |                                |                      |           |
| 37. | 5.  | Zoli haragja Szerelem a barátság ellen | Kapitány Iván Erdélyi Dániel | Búss Gábor Oliver Kormos Anett | 2012. október 26.    | 203 ezer  |
| Felvétel időpontja: 2012. szeptember 6. - Zoli haragosan érkezik a cukrászdába, mivel Fifti kirúgta fiát, Félixet akit arra rövid időre vett fel, amíg Niki nem állt a Conditorei kötelékében. Félix, aki a nyarat Írországban töltötte, ugyan nem lelkesedik a munkáért, apja nyomására, és a társaság miatt visszatérne dolgozni. Fifti végül kötélnek áll.Félix és Dani is úgy véli, esélye lehet Nikinél, ezért versengésbe kezdenek, minek következtében tönkremegy egy fontos vevőnek szánt torta. Zoli rendszeresen ellenőrzi, jó sora van-e a fiának. Lassan teljes káosz kezd el uralkodni, amit a vevő is meglát, majd gyorsan távozik. A cukrászda alkalmazottai a vevő után rohannak, míg Fifti elmondja Félix és Dani szembenállásának okát Nikinek. |     |                                        |                              |                                |                      |           |
| 38. | 6.  | Fifti kedvessége Fifti széke           | Kapitány Iván Erdélyi Dániel | Búss Gábor Oliver Kormos Anett | 2012. november 9.    | 203 ezer  |
| Felvétel időpontja: 2012. szeptember 6. - Fifti nem elég kedves a női vendégekkel, Anikó megígéri, hogy nem lesz féltékeny, ha ez megváltozik. Egy beérkező vendégen ki is próbálják.Fifti visszaszerzi székét, ami ellen Anikó tiltakozni kezd. |     |                                        |                              |                                |                      |           |
| 39. | 7.  | Az eredményjelző Újrakondi             | Kapitány Iván Erdélyi Dániel | Búss Gábor Oliver Kormos Anett | 2012. november 16.   | 161 ezer  |
| Felvétel időpontja: 2012. szeptember 7. - Niki rájön, hogy Dani vezeti hányszor nyer Anikó, és hányszor nyer Fifti ellentéteik esetén. Statisztikái szerint Fifti jócskán lemaradt, ám Niki fogadást köt arra, hogy aznap Fiftinek lesz többször igaza. Mikor rájönnek erre, elkezdenek rájátszani.Fiftinek még mindig hiányzik a konditerem. Miután lemondják a Conditoreibe tervezett leánybúcsút, még Anikóban is felmerül, hogy érdemes lenne valamilyen módon visszahozni a konditermet is. Fifti elkezdi megtervezni, hogy lehetne éjszakára átrendezni konditeremmé a cukrászdát. |     |                                        |                              |                                |                      |           |
| 40. | 8.  | A hazugságvizsgáló Csilluka szembesít  | Kapitány Iván Erdélyi Dániel | Búss Gábor Oliver Kormos Anett | 2012. november 23.   | 195 ezer  |
| Felvétel időpontja: 2012. szeptember 7. - Dani buliba készül, ahová magával vinne egy játék hazugságvizsgálót, de Fiftiék lecsapnak rá. A szereplők elkezdik vallatni egymást.Csilluka otthon van, és megtalálja szülei válási papírjait, amit elfelejtettek kidobni. Átírják a papírokon a dátumokat, hogy ne derüljön ki, hogy egy évig hazudtak, és inkább eljátsszák, hogy egy hete válnak. |     |                                        |                              |                                |                      |           |
| 41. | 9.  | A lánybúcsú A védelmi pénz             | Kapitány Iván Erdélyi Dániel | Búss Gábor Oliver Kormos Anett | 2012. november 30.   | 227 ezer  |
| Felvétel időpontja: 2012. november 5. - A cukrászda a rég tervezett első lánybúcsúra készül, de kiderül, hogy amit Pálma összeírt lista, csak fele került el Anikóhoz, így se csokiszökőkút, se limuzin, se chippendale-fiúk. Kénytelenek Danit és Félixet befogni a vetkőzésre. Csilluka meg van győződve arról, hogy szülei utálják egymást.Zoli azt mondja Fiftinek, hogy a Conditorei zsarolóleveleket kap, védelmi pénzt kérnek. Anikó korábban berendeli a dolgozókat, hogy elmondja, veszteséges volt a lánybúcsú, így nem lesz extra juttatás karácsony előtt. Fifti már maffiózó ismerősét is bevonja, amikor kiderül, hogy a zsarolólevelek hamisak, Zoli írta őket.                                                                                    |     |                                        |                              |                                |                      |           |
| 42. | 10. | A vakrandi Dani botlása                | Kapitány Iván Erdélyi Dániel | Búss Gábor Oliver Kormos Anett | 2012. december 14.   | 217 ezer  |
| Felvétel időpontja: 2012. november 5. - Pálma vakrandira készül a cukrászdában. Először betoppan Józsi, Ági férje, hogy elpanaszolja, szétmentek feleségével, így rajtamaradt egy síút. Másodszor Károly érkezik, Anikóék régi iskolatársa.Dani felborít egy tál süteményt, melyek közül a legfelsőben volt egy jegygyűrű elrejtve, viszont összekeverednek. Józsi Pálmát viszi a síútra. Károly szilveszterre bulit szervezne a cukrászdába, Fiftinek meg felajánlja, hogy stand-uposként alkalmazná. |     |                                        |                              |                                |                      |           |
| 43. | 11. | Hull a pelyhes A medál                 | Kapitány Iván Erdélyi Dániel | Búss Gábor Oliver Kormos Anett | 2012. december 21.   | 219 ezer  |
| Felvétel időpontja: 2012. november 6. - Csilluka először nem jön haza karácsonyra. Dani és Niki még hisz a Mikulásban. Csalódások sorozata éri őket, amikor az érkező Mikulásokról kiderül, hogy Félix és Jocó. Végül Fifti eljátssza nekik, hogy ő az igazi.Dani vett Nikinek egy aranymedált, amit Niki meglát, de azt hiszi, hogy Fifti vette Anikónak. Ezt el is mondja Anikónak és Félixnek. Anikó, aki csak egy vacsorát akart főzni, elkezd nyomozni, mit szeretne férje. Időközben Dani rájön, Niki nem is örülne az ékszernek. |     |                                        |                              |                                |                      |           |
| 44. | 12. | Ellensztár Zűrveszter                  | Kapitány Iván Erdélyi Dániel | Búss Gábor Oliver Kormos Anett | 2012. december 31.   | 432 ezer  |
| Felvétel időpontja: 2012. november 6. - A Conditorei dolgozói se tudják, ki lesz a szilveszteri meglepetésvendég, akit Károly hoz. Mikor kiderül, hogy Mr. Fafa az, azzal senki sem tud többet. Hamarosan megjelenik az egykori Fafa duó két tagja, akik azonban régóta nem állnak szóba egymással. Végül a duó mindkét tagja otthagyja a cukrászdát.Kitalálják, hogy maguk alapítanak egy együttest, majd mikor visszajön a két Fafa-fél is, összebékítik őket. A cukrászdába érkezik Károly és a Fafa legnagyobb rajongója, Fari is. |     |                                        |                              |                                |                      |           |

### Negyedik évad
| Sor. | Év. | Cím                                   | Rendező                      | Író                            | Premier           | Nézettség |
| --- | --- | ------------------------------------- | ---------------------------- | ------------------------------ | ----------------- | --------- |
| 45. | 1.  | Az árverés A hatalomátvétel           | Kapitány Iván Erdélyi Dániel | Búss Gábor Olivér Kormos Anett | 2016. január 8.   | 153 ezer  |
| Felvétel időpontja: 2015. február 17. - Fifti hitelt vett fel az üzlethelyiségre, amelyet nem tudott fizetni, ezért el kell árverezni. A helyre Zoli és Pálma – szintén Zoli nevű – barátja is licitál. Mindketten azt hiszik, övék a hely.Szerverhiba miatt nem tudják megmondani, ki nyerte a licitet. Pálma barátja bevallja, hogy az utolsó fél percben elveszítette az árverést. Kiderül, hogy Zoli Fifti totószelvényével nyerte a pénzt. |     |                                       |                              |                                |                   |           |
| 46. | 2.  | A profil Harcok a házban              | Kapitány Iván Erdélyi Dániel | Búss Gábor Olivér Kormos Anett | 2016. január 15.  | 109 ezer  |
| Felvétel időpontja: 2015. február 17. - Fifti és Zoli összevesztek a totószelvény miatt. Sorsot húznak, mi legyen az üzlethelyiségből. Az eredmény: telefonos lelkisegély-szolgálat.Zolit nem tisztelik főnökként a többiek. Rájön, hogy a probléma gyökere, hogy még mindig nem sikerül elindítani a vállalkozást, ezért összeülnek, hogy döntsenek az üzlethelyiség jövőjéről. |     |                                       |                              |                                |                   |           |
| 47. | 3.  | A végrendelet Fifti támadása          | Kapitány Iván Erdélyi Dániel | Búss Gábor Olivér Kormos Anett | 2016. január 22.  | 118 ezer  |
| Felvétel időpontja: 2015. február 18. - Niki ötlete alapján a többiek sürgetik Zolit, hogy írja meg a végrendeletét.Fifti és Pálma összekülönböznek, hogy ki legyen a főnökhelyettes. Fifti csalással próbálja megszerezni a pozíciót. |     |                                       |                              |                                |                   |           |
| 48. | 4.  | A lebukás A továbbképzés              | Kapitány Iván Erdélyi Dániel | Búss Gábor Olivér Kormos Anett | 2016. január 29.  | 93 ezer   |
| Felvétel időpontja: 2015. február 18. - Fifti unatkozik, ezért megpróbálja féltékennyé tenni Anikót, sikertelenül. Pálma azt játssza, sikeresen viszi az üzletet, amíg a többiek lazsálnak.Niki beteg, de nem hajlandó hazamenni. Egy nyomozó keresi fel a helyiséget egy félresikerült lelki segély miatt, de a tulajdonos Zoli külföldön van. |     |                                       |                              |                                |                   |           |
| 49. | 5.  | A rég nem látott barát Tánczi a főnök | Kapitány Iván Erdélyi Dániel | Búss Gábor Olivér Kormos Anett | 2016. február 5.  | 125 ezer  |
| Felvétel időpontja: 2015. február 19. - Fiftiék el akarják titkolni Zoli elől, hogy ott járt a rendőrség, míg Zoli azt titkolja, hogy a lovin volt, amíg állítólag a külföldön tanuló Félixet látogatta meg Amszterdamban. Zoli újra adósságba vitte a Condotoreit.Fifti és Zoli azon gondolkodnak, hogy adják vissza Tánczinak a pénzt, amellyel Zoli tartozik. Végül felajánlják Tánczinak, hogy egy hétig ő lehet a lelki segély főnöke, és övé is lesz a bevétel. Hamar kiderül számára, hogy az üzlet korántsem megy olyan jól, mint ahogy azt előadták a többiek.                                          |     |                                       |                              |                                |                   |           |
| 50. | 6.  | A randi Utazási iroda                 | Kapitány Iván Erdélyi Dániel | Búss Gábor Olivér Kormos Anett | 2016. február 12. | 108 ezer  |
| Felvétel időpontja: 2015. február 19. - Anikó az üzlethelyiségben hagyta a mobilját, ezért éjszaka visszamennek Fiftivel. Kiderül, hogy Niki nem tudja fizetni az albérletét, így éjszakára is a Conditoreiban marad, míg Pálma is pont oda beszélt meg vakrandit.Miután Pálma visszajön Görögországból, ahova barátjával ment, de három nap után szakított, majd összejött egy görög férfival. Az út alapján Pálma azt javasolja, hogy utaztassák a lelki betegeket. Anikóék apja is ajánlatot tesz az üzlet fellendítésére: legyen a hely raktár, Fifti pedig raktáros.                                        |     |                                       |                              |                                |                   |           |
| 51. | 7.  | A görög dráma Az idegen meg-vezető    | Kapitány Iván Erdélyi Dániel | Búss Gábor Olivér Kormos Anett | 2016. február 19. | 104 ezer  |
| Felvétel időpontja: 2015. május 12. - Pálma félreérti Fifti és Zoli beszélgetését, és azt hiszi Fifti újra el akar válni Anikótól, pedig csak az utazási iroda ötletében kételkedik. Amikor kiderül az igazság, Pálma megsértődik, és Fiftinek ki kell engesztelnie.El kell dönteni, ki menjen Pálmával Görögországba a csoportokkal. Fifti demonstrálja idegenvezetői képességeit. |     |                                       |                              |                                |                   |           |
| 52. | 8.  | A bukta A csomag                      | Kapitány Iván Erdélyi Dániel | Búss Gábor Olivér Kormos Anett | 2016. február 26. | 138 ezer  |
| Felvétel időpontja: 2015. május 12. - Niki faluja elmenne Görögországba az új utazási irodával, de Fiftiék rájönnek, hogy az úttal kapcsolatban a legegyszerűbb kérdésre sem tudnak válaszolni – még Pálma sem. Pálma hetek óta nem tud kapcsolatba lépni Leónidasszal.Zoli ajándékot rendel Pálmának, a futárról meg kiderül, hogy nem más, mint Fatoscsik Gyula. Fatoscsik elcseréli a csomagokat, így félreértés adódik. |     |                                       |                              |                                |                   |           |
| 53. | 9.  | A teszt A leépítés                    | Kapitány Iván Erdélyi Dániel | Búss Gábor Olivér Kormos Anett | 2016. március 4.  | 147 ezer  |
| Felvétel időpontja: 2015. május 13. - Anikó furcsán viselkedik, amiből arra következtetnek, hogy terhes lehet. Fifti próbálja kitalálni, hogyan tovább. Kiszalad egy tesztért, de a teszt eredménye negatív.Zolinak pénzügyi gondok miatt ki kellene rúgnia Nikit. Fifti kiáll Niki mellett. |     |                                       |                              |                                |                   |           |
| 54. | 10. | Családi vacsora Társkereső ügynökség  | Kapitány Iván Erdélyi Dániel | Búss Gábor Olivér Kormos Anett | 2016. március 11. | 106 ezer  |
| Felvétel időpontja: 2015. május 13. - Fiftiék családi vacsorára készülnek, ahol be akarják mutatni Pálmát egy rég látott gazdag amerikai rokonnak, Zénónak, de a rokon betoppan a Conditoreiba, hogy szemügyre vegye, és az is kiderül, hogy nős. Először próbálják eljátszani, hogy jól megy a soruk, de később bevallják, hogy bajban vannak, és segítséget kérnek Zénótól.Zénó ötlete egy társkereső ügynökség. Mivel Zénó nem mondja el, mekkora részesedést kér, Zoli gyanakvóvá válik. Kiderítik, hogy ukrán topmodell felesége lelépett pénzével és az általa menedzselt Shaquille O’Neallal Kambodzsába. |     |                                       |                              |                                |                   |           |
| 55. | 11. | A malőr A nyeremény                   | Kapitány Iván Erdélyi Dániel | Búss Gábor Olivér Kormos Anett | 2016. március 18. | 113 ezer  |
| Felvétel időpontja: 2015. május 14. - Nikiről szexhirdetés kerül föl az internetre, és megjelenik Kampó, Niki bátyja, hogy tisztázza a helyzetet. Kiderül, hogy a hirdetéshez a Zénó által készített képeket használták, Zénó viszont azóta már Amerikában van.Fifti nyer egy kevés pénzt, így újra ötletet keresnek az üzlethelyiség kihasználására. Egy telefonos applikáció segítségét kérik ebben. |     |                                       |                              |                                |                   |           |
| 56. | 12. | Az ellenőr A közbeavatkozás           | Kapitány Iván Erdélyi Dániel | Búss Gábor Olivér Kormos Anett | 2016. április 1.  | 100 ezer  |
| Felvétel időpontja: 2015. május 14. - Ellenőr érkezik a Conditoreibe. Mivel papíron még mindig cukrászda és konditerem, megpróbálják kimagyarázni magukat.Niki takarítás közben drogot talál. Azt hiszi Fiftié, míg Fifti Pálmát gyanúsítja. Belekeverik a visszatérő ellenőr kávéjába, és kiderül, hogy ipari édesítőszer. |     |                                       |                              |                                |                   |           |